# Соро, Пороло Якуба
Пороло Якуба Соро (фр. Poroloh Yacouba Soro, род. 30 июня 1989) — ивуарийский шоссейный велогонщик.

## Карьера
В 2012 году стал чемпионом Кот-д'Ивуара, ещё дважды был его призёром. Одержал несколько побед на местных гонках. Принял участие на Туре дю Фасо.

## Достижения
2009
3-й на Чемпионат Кот-д'Ивуара — групповая гонка
2012
 Чемпион Кот-д'Ивуара — групповая гонка
2014
Grand Prix des Régions des Grands Ponts
Biabou-Montezo-Biabou
2017
Grand Prix de l'Union européenne
2-й этап на Тур независимости Кот-д'Ивуара
2020
3-й на Чемпионат Кот-д'Ивуара — групповая гонка
2021
Тур де л'эст интернациональ
2-й в генеральной классификации
2-й этап